# Battaglia di Sarantaporo
La battaglia di Sarantaporo venne combattuta il 22 ottobre 1912 nei pressi dell'omonimo villaggio della Tessaglia, oggi parte della Grecia, nell'ambito della più ampia prima guerra balcanica: un'armata greca al comando del principe ereditario Costantino si scontrò con una forza ottomana sotto il generale Hasan Tahsin Pascià, attestata a difesa del passo di Sarantaporo; dopo un duro scontro i reparti greci riuscirono a forzare le difese del passo e a mettere in fuga le forze ottomane, aprendosi la strada per la conquista dell'intera Tessaglia.

## Antefatti
Il 18 ottobre 1912 Serbia, Bulgaria e Grecia, riunite nella cosiddetta "Lega balcanica", dichiararono guerra all'Impero ottomano, al fine di impossessarsi dei territori europei di quest'ultimo; serbi e bulgari guardavano alla Grecia soprattutto per la sua marina militare, l'unica forza navale della Lega capace di contendere agli ottomani il controllo del mar Egeo, mentre scarsa importanza veniva attribuita alle forze terrestri greche, anche per le sconfitte patite da queste ultime durante la precedente guerra greco-turca del 1897: l'esercito greco, tuttavia, aveva fatto notevoli passi in avanti rispetto al precedente conflitto, anche per merito di una missione militare francese inviata nel paese nel 1911.
Allo scoppio delle ostilità la Grecia mobilitò 120 000 soldati delle forze regolari e 140 000 della guardia nazionale e delle forze di riserva: il grosso di queste truppe (100 000 regolari, ripartiti in sette divisioni di fanteria e una brigata di cavalleria) fu concentrato nell'Armata della Tessaglia guidata dal principe ereditario Costantino, posizionata nei dintorni di Larissa. Discussioni in seno ai vertici greci rendevano però vago il piano di guerra del paese, soprattutto con riguardo agli obiettivi da raggiungere: Costantino e il quartier generale greco puntavano ad occupare Monastir, nella Macedonia centrale, per anticipare l'avanzata verso sud dell'armata serba, mentre il primo ministro Eleutherios Venizelos spingeva perché le forze greche occupassero per prime l'importante porto di Salonicco, su cui anche i bulgari avevano mire.
La mobilitazione e lo schieramento delle truppe ottomane si erano svolte con una certa confusione, e l'Armata Occidentale del generale Ali Rıza Pascià aveva destinato la maggior parte dei suoi effettivi al fronte settentrionale, a contenere l'avanzata serba in Macedonia: a difendere il confine con la Grecia in Tessaglia era destinato solo l'VIII Corpo d'armata (8. Kolordu) del generale Hasan Tahsin Pascià, con 35 000 uomini ripartiti in una divisione regolare (la 22ª Divisione fanteria) e due di riservisti richiamati (le divisioni "Nasliç" e "Aydın"); conscio dell'inferiorità delle sue forze, Tahsin Pascià si attestò a difesa dello strategico passo di Sarantaporo, punto di passaggio obbligato della strada che collegava la Tessaglia alla Macedonia e per questo ben fortificato.

## La battaglia

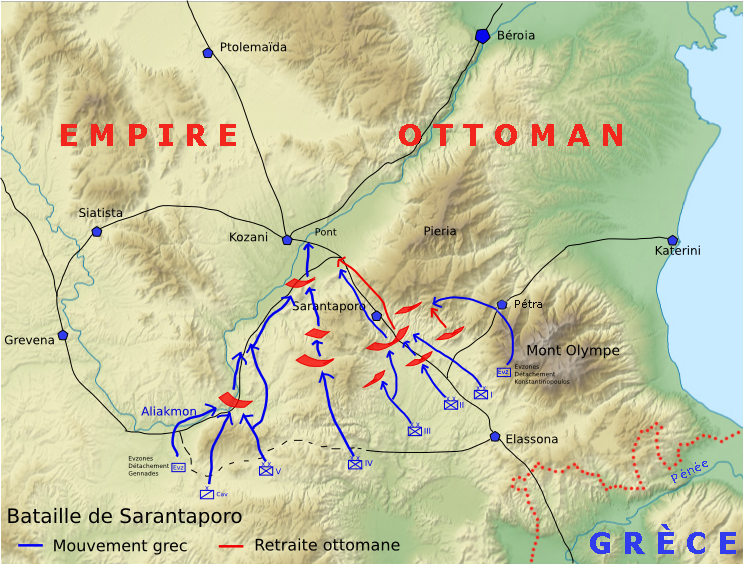
Carta della battaglia

Le forze greche attraversarono la frontiera il 19 ottobre 1912, scontrandosi con una forza di copertura ottomana di circa 1 500 uomini: inferiori in numero, gli ottomani si ritirarono rapidamente verso nord, lasciando in mano ai greci le cittadine di Elassona e Deskati; gli ottomani ripiegarono sulle posizioni approntate al passo di Sarantaporo, tallonati dai reparti greci.
L'assalto al passo iniziò la mattina del 22 ottobre: Costantino inviò tre divisioni (la 1ª, 2ª e 3ª Divisione di fanteria) in un assalto frontale su per il passo contro le posizioni ottomane, mentre un distaccamento di euzoni (la fanteria da montagna greca) copriva il fianco orientale, appoggiato al massiccio del monte Olimpo; sulla sinistra, la 4ª Divisione fanteria greca ricevette il compito di tentare di aggirare la posizione ottomana assalendo il passo di Porta, mentre la 5ª Divisione, con l'appoggio della brigata di cavalleria, compiva una manovra simile ancora più a ovest, avanzando lungo la valle del fiume Aliacmone. L'assalto in campo aperto al passo di Sarantaporo, sotto una pioggia battente e l'inteso fuoco dell'artiglieria ottomana, provocò molte perdite tra gli attaccanti greci, che tuttavia, anche per la netta superiorità numerica, furono in grado di portarsi a ridosso della prima linea ottomana entro sera; a ovest, l'avanzata della 5ª Divisione era stata bloccata dalla dura resistenza nemica, ma la 4ª Divisione fu in grado di travolgere le posizioni ottomane e catturare il passo di Porta.
Con il loro fianco occidentale aggirato, nella note tra il 22 e il 23 ottobre le truppe ottomane sgusciarono fuori dalle loro posizioni e si ritirarono verso nord in buon ordine, protette dall'oscurità e dalla forte pioggia; al mattino i greci completarono l'occupazione del passo e si spinsero all'inseguimento del nemico in fuga, occupando Servia quello stesso giorno e Kozani il 25 ottobre: solo allora Costantino cedette alle richieste di Venizelos e scelse Salonicco come obiettivo finale dell'armata greca. La perdita del passo di Sarantaporo, la migliore posizione dove allestire la difesa, e l'esiguità delle forze a loro disposizione portò ben presto gli ottomani a evacuare tutta la Tessaglia; dopo una nuova vittoria nella battaglia di Giannitsa (1-2 novembre 1912), i reparti di Costantino occuparono infine Salonicco l'8 novembre seguente, battendo sul tempo i reparti bulgari che scendevano da nord.